# Almut von Gladiß
Almut von Gladiß (auch Hauptmann von Gladiß; * 29. Mai 1943; † 24. Juni 2013) war eine deutsche Kunsthistorikerin und langjährige Kuratorin am Museum für Islamische Kunst in Berlin.

## Leben
Almut von Gladiß studierte unter anderem bei Ludwig Budde an den Universitäten Münster und Köln Klassische Archäologie im Hauptfach und Kunstgeschichte, Alte und Mittelalterliche Geschichte sowie Ur- und Frühgeschichte in den Nebenfächern. 1970 promovierte sie bei Heinz Kähler über den Arc du Rhône von Arles. Bald darauf entwickelte sie jedoch ein Interesse für die in dieser Zeit in Deutschland wenig betriebene Islamische Kunstgeschichte und arbeitete von 1972 und 1974 am Deutschen Archäologischen Institut in Istanbul, bereiste jedoch auch die arabischen Mittelmeerländer, den Iran und Afghanistan und arbeitete über altsüdarabische Plastiken. Für 1974/1975 erhielt sie das Reisestipendium des Deutschen Archäologischen Instituts.
Seit Sommer 1976 assistierte sie am Museum für Islamische Kunst in Berlin-Dahlem, zwischen 1987 und 2008 arbeitete sie dort als Wissenschaftliche Mitarbeiterin. Ein Schwerpunkt ihrer Forschung war lange Zeit die mittelalterliche islamische Metallkunst, daneben arbeitete sie jedoch auch über spanisch-islamische und indische Kunst und veröffentlichte etwa mit François Déroche einen Beitrag zu iranischen Prachtkoranen. Unter dem Direktor Klaus Brisch bearbeitete sie unter anderem die Loseblatt-Sammlung des Museums, die bislang nicht publizierte und nicht ständig ausgestellte Objekte aus der Sammlung zugänglich machen sollte.
Nach der Wiedervereinigung erlangte sie Zugriff auf die Sammlung von Friedrich Sarre und die Moghul-Alben im Besitz des Pergamonmuseums. Das Ergebnis ihrer Forschung an diesen Objekten veröffentlichte sie 2010 unter dem Titel Albumblätter: Miniaturen aus den Sammlungen indo-islamischer Herrscherhöfe. 2008 konzipierte sie gemeinsam mit Claus-Peter Haase eine Ausstellung von Exponaten des Museums für Islamische Kunst in den Vereinigten Arabischen Emiraten. Ihr letztes Werk war ein Band über die Metallarbeiten in der Sammlung des Museums für Islamische Kunst, mit der sie an den Beginn ihrer Forschungen zur islamischen Kunst zurückkehren und die Ergebnisse ihrer Arbeit abschließend vorstellen konnte.

## Veröffentlichungen (Auswahl)
- Der Arc du Rhône von Arles. In: Mitteilungen des Deutschen Archäologischen Instituts, Römische Abteilung. Band 79, 1972, S. 17–87 (= Dissertation).
- Schätze der Alhambra: islamische Kunst in Andalusien. Skira, Mailand 1995.
- mit François Déroche: Der Prachtkoran im Museum für Islamische Kunst. Buchkunst zur Ehre Allāhs. Museum für Islamische Kunst, Berlin 1999.
- Die Dschazira – Kulturlandschaft zwischen Euphrat und Tigris. Weimardruck, Weimar 2006.
- mit Claus-Peter Haase: The Radiance of Islamic Art. Masterpieces from the Museum of Islamic Art in Berlin. Katalog zur Ausstellung im Sharjah Museum of Islamic Civilisation, Sharjah, Vereinigte Arabische Emirate, 3. Juni – 23. August 2008. Hirmer, München 2008.
- Albumblätter. Miniaturen aus den Sammlungen indo-islamischer Herrscherhöfe. Minerva, München 2010.
- Glanz und Substanz. Metallarbeiten in der Sammlung des Museums für Islamische Kunst (8. bis 17. Jahrhundert). Edition Minerva, Neu-Isenburg 2012.